# Samurai Jack: The Shadow of Aku
«Samurai Jack: The Shadow of Aku» (с англ. — «Самурай Джек: Тень Аку») — видеоигра жанра приключенческий экшен, выпущенная в 2004 году компанией Adrenium Games и изданная Sega.
Игра основана на мультсериале Cartoon Network «Самурай Джек». К озвучиванию игры были привлечены актёры озвучки оригинального мультсериала (Фил Ламарр, Мако Ивамацу, Джефф Беннетт, Джон Ди Маджио и Дженнифер Хейл).
Игра была выпущена на PlayStation 2 и GameCube. Изначально также планировалась версия игры для Xbox, но она так и не была выпущена, несмотря на то, что была включена в официальный список игр, доступных на Xbox 360 по обратной совместимости.

## Игровой процесс
Сюжет игры прямо не связан с конкретными эпизодами из мультсериала. Игрок управляет Самураем Джеком, перед которым стоит задача найти временной портал, чтобы отправиться в прошлое и предотвратить приход к власти демона Аку, его заклятого врага. По пути Джек посещает несколько терроризируемых Аку миров, спасает пленных жителей и уничтожает армии роботов Аку.
Геймплейно игра содержит элементы жанров beat ’em up и платформера. Джек может использовать несколько разных приёмов и комбо-атак, а его оружие включает в себя три меча стихий, сюрикены и лук. Игрок также может заполнить «шкалу дзэна» Джека, позволяющую ему использовать свои боевые способности.

## Оценки
| Сводный рейтинг           | Сводный рейтинг | Сводный рейтинг |
| Издание                   | Оценка          | Оценка          |
| Издание                   | GC              | PS2             |
| ------------------------- | --------------- | --------------- |
| GameRankings              | 58,31 %         | 61,46 %         |
| Metacritic                | 59/100          | 59/100          |
| Иноязычные издания        |                 |                 |
| Издание                   | Оценка          | Оценка          |
| Издание                   | GC              | PS2             |
| EGM                       | 7/10            | N/A             |
| Game Informer             | 6/10            | N/A             |
| GamePro                   | N/A             | [ 11 ]          |
| GameRevolution            | N/A             | D               |
| GameSpot                  | N/A             | 5,2/10          |
| GameSpy                   | [ 13 ]          | N/A             |
| GameZone                  | 7/10            | 6/10            |
| IGN                       | 5,2/10          | 5,2/10          |
| Nintendo Life             | 6/10            | N/A             |
| Nintendo Power            | 3,8/5           | N/A             |
| OPM                       | N/A             | [ 19 ]          |
| OXM                       | N/A             | N/A             |
| The Sydney Morning Herald | N/A             | [ 20 ]          |
| The Times                 | [ 21 ]          | [ 21 ]          |

Согласно агрегатору Metacritic, игра получила смешанные отзывы. Мэри Джейн Ирвин из «IGN» раскритиковала игру за плохое графическое исполнение, раздражающую боевую систему, неинтересный сюжет и несложные битвы с боссами. Она также выразила сожаление по поводу того, что «потрясающая подача мультсериала никак не была перенесена в игру». Алекс Наварро из GameSpot назвал игру «сильно забываемой», отметил «отсутствие глубины, стиля или технической полировки» и резюмировал, что игра понравится только самым ярым поклонникам Самурая Джека. Однако оба критика похвалили звуковое оформление игры.
«The Sydney Morning Herald» поставила игре две с половиной звезды из пяти и заявила, что хотя игра является «приятной для детей», она также «утомительно шаблонная и разочаровывающе короткая». «The Times» поставила ей только две звезды из пяти и отметила, что после изучения боевой системы игровой процесс становится репитативным и простым.